# ويليام تي. كونكلين
ويليام تي. كونكلين هو سياسي أمريكي، ولد في 28 أبريل 1908 في بروكلين في الولايات المتحدة، وتوفي في 15 فبراير 1990. نشط حزبياً في الحزب الجمهوري. وقد انتخب عضو مجلس ولاية نيويورك ‏.